# Wendy Vuik
Wendy Vuik est une sauteuse à ski néerlandaise née le 25 novembre 1988 à Rotterdam.

## Biographie
Elle débute au niveau international en 2007 en participant à la Coupe continentale dont elle finit neuvième en 2012. Elle a aussi pris part à trois Championnats du monde en 2009, 2011 et 2013.. En décembre 2011, elle participe à sa première épreuve de la Coupe du monde à Lillehammer puis à Hinterzarten elle se classe quatorzième du deuxième concours, ce qui reste son meilleur résultat en carrière.
Elle se retire du saut à ski en 2014.

## Palmarès

### Championnats du monde
| Épreuve / Édition | Liberec 2009 | Oslo 2011 | Val di Fiemme 2013 |
| Individuel        | 23e          | 23e       | 27e                |

### Coupe du monde
- Meilleur classement général : 28e en 2013.
- Meilleur résultat : 14e.

#### Classements généraux annuels
| Année | Rang |
| 2012  | 35e  |
| 2013  | 28e  |

### Coupe continentale
- Meilleur classement général : 9e en 2012.
- 1 podium.